# Битка при Бордо
Битката при Бордо (на френски: Bataille de Bordeaux) или битка при река Гарона е битка от ислямската инвазия в Галия, случила се през 732 г. Противници били Омеядите под ръководството на Абд ал-Рахман, губернатор на Ал-Андалус, и франкската армия, командвана от херцог Одо Аквитански.
В началото на службата си като губернатор на Ал-Андалус, на Абдул Рахман се противопоставил местен берберски лидер на име Мунуза (още наричан Утман ибн Найса, Отман ибн Аби Неса Мануза, Отман бен Абу Неса), чието укрепление бил град Серитания (Сердан) в Пиренеите. Маунуза, чувайки зьа бунтовете на берберите в Северна Африка, направил съюз с Одо Авитански. Според някои източници Одо предложил дъщеря си Лампад за съпруга на Мунуза, за да се създаде брачен съюз. След смъртта на Мунуза Абдул Рахман предприел експедиция, която пресякла Пиренеите през Навара и бързо преминала Аквитания, за да стигне Бордо. Градът бил превзет чрез щурм, а командира на гарнизона бил убит в битката. Тъй като франките дали изключително много жертви, Исидор Пласенсис казал:
| „ | Само Бог знае колко са били убитите там. (Solus Deus numerum morientium vel pereuntium recognoscat.) | “ |

След победата при Бордо арабската армия тръгнала на североизток, като изтласкала армията на Одо през реките Гарона и Дордона. След победата арабите ограбили богати манастири в региона, преди да продължат пътя си на север. Арабите били разбити от армията на Карл Мартел в битката при Поатие на 10 октомври 732 г.